# Lussier Hot Springs
Lussier Hot Springs är en källa i Kanada.   Den ligger i provinsen British Columbia, i den södra delen av landet, 3 000 km väster om huvudstaden Ottawa. Lussier Hot Springs ligger 1 163 meter över havet.
Terrängen runt Lussier Hot Springs är kuperad åt sydväst, men åt nordost är den bergig. Lussier Hot Springs ligger nere i en dal. Trakten runt Lussier Hot Springs är nära nog obefolkad, med mindre än två invånare per kvadratkilometer.. Det finns inga samhällen i närheten.
I omgivningarna runt Lussier Hot Springs växer i huvudsak barrskog.